# Egzekwie
Egzekwie (łac. exequiae) – towarzyszenie do grobu. W Kościele katolickim ceremonie pogrzebowe ze wszystkimi obrzędami lub część liturgii brewiarzowej za zmarłych (jutrznia czy nieszpory).
Liturgia żałobna (łac. Officium defunctorum) ma szczególne znaczenie dla chrześcijan, jest bowiem etapem przejścia z życia doczesnego do życia wiecznego. "Exequiarum Ordo" - modlitwy za zmarłych sięgają do hymnów i psalmów mówiących o zbawieniu wiecznym.
Obrzędy pogrzebowe dorosłych odprawia się w kolorze fioletowym lub czarnym. Jeśli jednak zmarły wyraził przed śmiercią życzenie, aby użyto szat białych, życzenie to można spełnić. Pogrzeb dzieci odprawia się w szatach koloru białego.

## Stacje liturgii pogrzebowej

### Przygotowanie
Trumnę z ciałem zmarłego wnosi się do Kościoła "nogami do ołtarza" i ustawia się na katafalku blisko ołtarza mszalnego. W czterech rogach katafalku ustawia się lichtarze ze świecami. Po Soborze Watykańskim II obrzędy pogrzebowe zalecają, aby przy trumnie zapalać paschał, symbol zmartwychwstałego Chrystusa. Także zapala się przy trumnie chrzcielną świecę zmarłego – gromnicę. Jak mówi św. Paweł Apostoł, że "życie nasze zmienia się tylko, ale nie kończy się". Przypomina o tym pierwsza mszalna prefacja pogrzebowa.
Należy wspomnieć, że inaczej ustawia się trumnę z ciałem kapłana, mianowicie "głową do ołtarza", gdyż był szafarzem Eucharystii, głosił wiernym słowo Boże, sprawował sakramenty św. Na trumnę lub przed nią kładzie się mszał i stułę, a na mszale kielich z pateną dla przypomnienia sprawowanych przez niego funkcji kapłańskich.

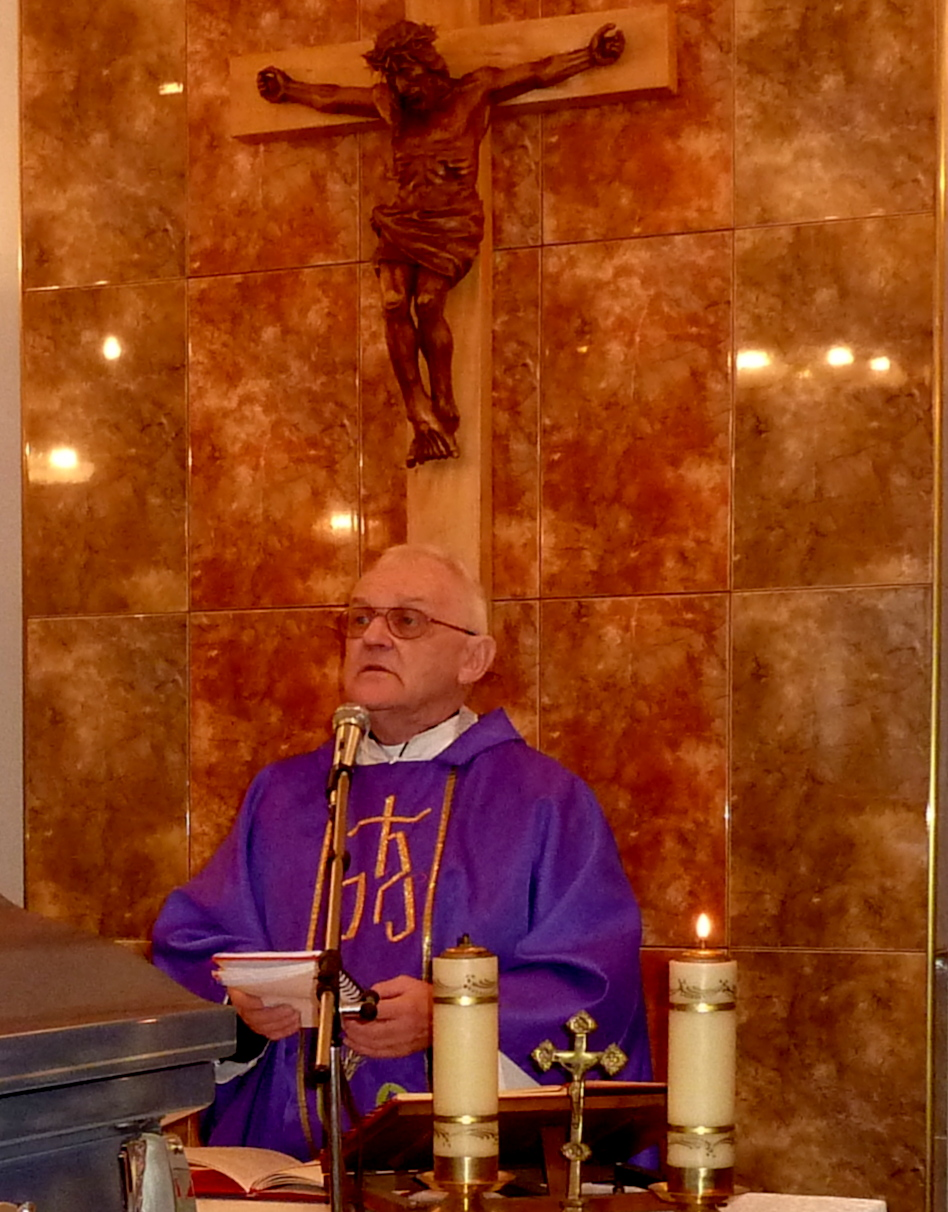
Msza nad trumną

### Msza nad trumną
Mszę świętą pogrzebową łączy się z egzekwiami, tzn. z jutrznią (do południa) lub nieszporami żałobnymi (po południu). We Mszy świętej składane są dziękczynienia Bogu za zmarłego, za wszelkie dobro, które uczynił. Polecany jest Bożemu Miłosierdziu. Modlitwy za jego rodzinę, aby Bóg ukoił ich ból i obdarzył swoim pokojem.
Zgodnie z wymogami odnowionej liturgii kapłan zobowiązany jest wygłosić homilię pogrzebową, w której nie "wychwala się" zmarłego, a raczej przybliża prawdy wiary dotyczące spraw ostatecznych, zachęca do modlitwy w intencji jego zbawienia oraz do troski o dobre przeżywanie danego czasu, aby nasze życie doczesne podobało się Bogu i pozwoliło w ostatniej godzinie spokojnie przejść do wieczności.

### Ostatnie pożegnanie
Pod koniec Mszy świętej (po modlitwie po Komunii) przemawiają księża, szczególnie przy pogrzebie brata w kapłaństwie, ale też i świeccy (za przykładem księży) podczas pogrzebu kogoś z wiernych. Zwykle takie przemówienia mają charakter mowy pożegnalnej lub podziękowania za uczestnictwo w pogrzebie, za opiekę nad zmarłym podczas jego choroby itp.
Po zakończeniu Mszy świętej ma miejsce liturgiczny obrzęd ostatniego pożegnania. Polscy biskupi nazwali go "szczytem" liturgii pogrzebowej. W obrzędach pogrzebowych zaznaczono, że obrzęd ten nie ma charakteru absolucji, czyli nie przynosi odpuszczenia grzechów, lecz rzeczywiście jest pożegnaniem. Celebrans zachęca zgromadzonych do modlitwy, aby wszyscy mogli razem ze zmarłym osiągnąć zbawienie, następnie razem z organistą śpiewa "Przybądźcie z nieba na głos naszych modlitw" lub inne dopuszczone przez władze kościelne śpiewy pożegnalne. Teksty te wyrażają serdeczną prośbę o przyjęcie zmarłego do grona zbawionych. Kapłan pokrapia trzykrotnie trumnę zmarłego wodą święcona na pamiątkę chrztu, prosząc Boga, aby dzieło zbawienia rozpoczęte w tym sakramencie zostało pomyślnie zakończone poprzez przyjęcie zmarłego do domu Ojca w niebie. Następnie Jeżeli to możliwe kapłan nakłada kadzidło do kadzielnicy, po czym mówi: "Twoje ciało było świątynią Ducha Świętego, niech Bóg przyjmie cię do swojej chwały". Stojąc w miejscu trzykrotnie okadza trumnę. Przez okadzenie zmarłego oddajemy cześć Bogu, a także podkreślamy, że ciało ludzkie było świątynią Ducha Świętego i dlatego należy się mu nasz szacunek.
Wznoszący się ku górze dym kadzidła symbolizuje modlitwę, którą kierujemy ku Bogu w intencji zmarłego. Modlitwa "Ojcze, nieskończenie dobry" (lub inne modlitwy do wyboru) zawiera gorącą prośbę o otworzenie "bram raju" zmarłemu, jak również o nasze zbawienie. Jest także podziękowaniem Bogu za jego dobre czyny. Podczas śpiewu antyfony "Niech aniołowie zawiodą cię do raju" wynosi się trumnę zmarłego z kościoła.

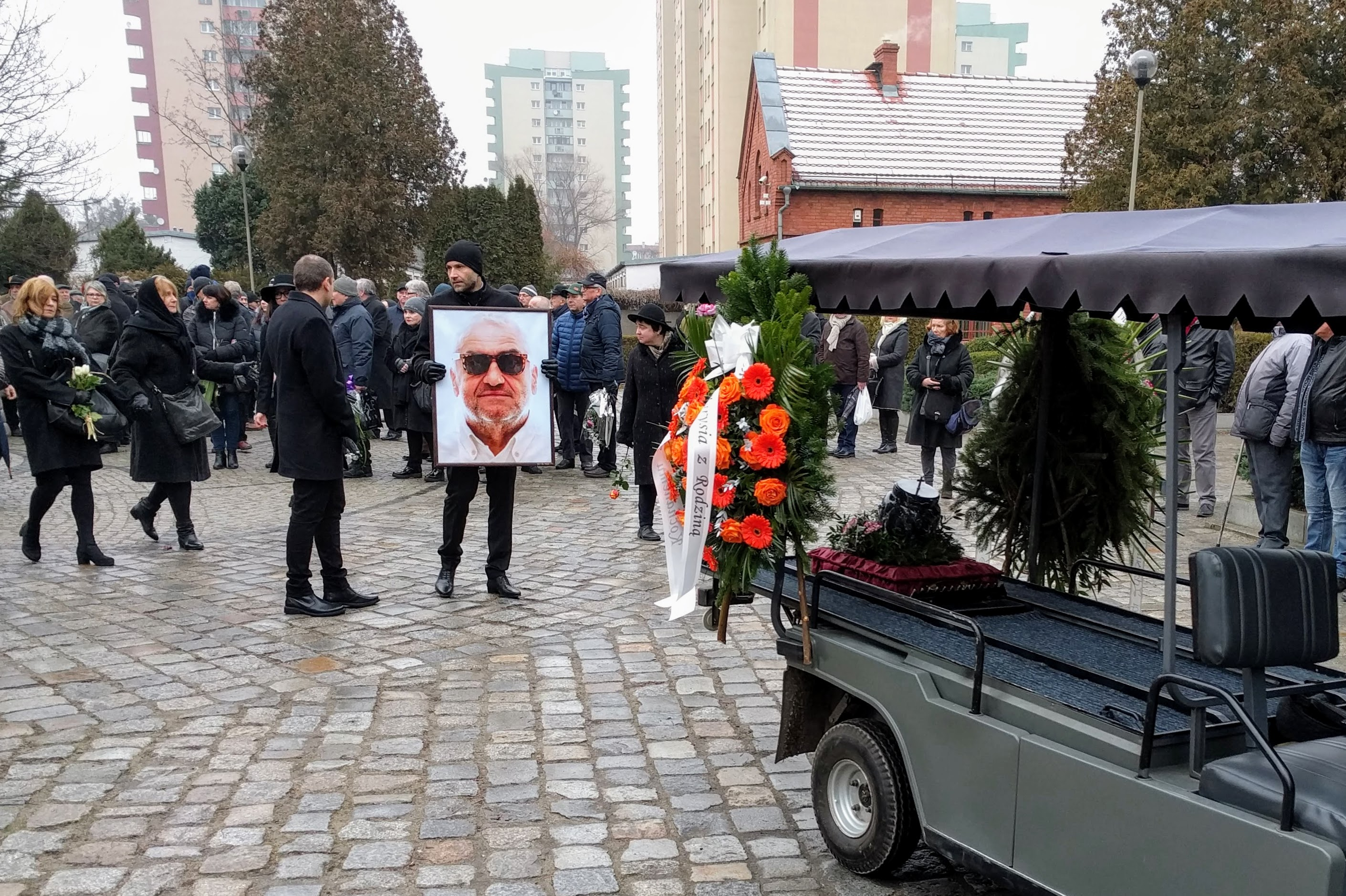
Formowanie się konduktu pogrzebowego przed kaplicą po wyniesieniu z niej urny z prochami

### Kondukt pogrzebowy
Przed kościołem formuje się ponownie kondukt pogrzebowy, jak poprzednio przy wnoszeniu trumny do kościoła. W latach 60. i 70. znany był na wsiach zwyczaj zawieszania na krzyżu białego ręcznika w drodze z domu do kościoła. Nawiązywano tu do XIII stacji Drogi krzyżowej, gdzie na krzyżu było płótno, przy pomocy którego opuszczano ciało Chrystusa. Obecnie krzyż niesiony na czele żałobnego pochodu nie ma już ręcznika, gdyż zostawiono go w kościele na ofiarę po zmarłym.
Zdarza się, że za krzyżem niesione są sztandary prezentujące instytucję, np. szkołę, fabrykę, w której pracował zmarły, a także (na poduszkach) zdobyte odznaczenia.
Obrzędy pogrzebowe polecają w drodze na cmentarz śpiewać psalm 114 "Miłuję Pana" lub 118 z antyfoną. Śpiew wykonuje się na przemian z ludem. Wierni za każdym razem śpiewają trzykrotnie: "Dobry Jezu, a nasz Panie, daj mu (jej, im) wieczne spoczywanie".
Poleca się, jak w drodze do kościoła, śpiew pieśni wielkanocnych lub część różańca albo skupienie modlitewne w ciszy.

## Zakończenie
Ostatnia stacja liturgii pogrzebowej ma miejsce na cmentarzu. Dochodząc do grobu jest śpiewana antyfona "Ja jestem zmartwychwstanie i życie". Jeżeli cmentarz jest komunalny, celebrans odmawia modlitwę poświęcenia grobu i pokrapia go wodą święconą. Trumnę ustawia się w pobliżu grobu i po chwili cichej modlitwy rozpoczyna się modlitwa powszechna, po której odmawia się Modlitwę Pańską zakończoną prośbą o wieczne zbawienie zmarłego. Po uroczystym błogosławieństwie zgromadzonych kapłan pokrapia trumnę wodą święconą i rzuca grudkę ziemi na trumnę, przypominając o przygodności naszego życia tu na ziemi: "Prochem jesteś i w proch się obrócisz". Kapłan oznajmia, że ciało zmarłego złożymy do grobu, ale wierzymy, że skoro Chrystus powstał z martwych, to również wskrzesi ciało naszego zmarłego do życia wiecznego. Podczas śpiewu Witaj Królowo i Anioł Pański opuszcza się trumnę do grobu i zasypuje. W czasie śpiewu poświęca się krzyż i ustawia na grobie, prosząc, aby "ciało pod nim (krzyżem) złożone, Bóg wskrzesił do życia w chwale". Tradycyjnie uczestnicy pogrzebu starają się rzucić trzykrotnie grudkę ziemi na trumnę do grobu. Obrzędy pogrzebowe pozwalają na poświęcenie zapalonych zniczy oraz żywych kwiatów składanych na grobie. Kwiaty są znakiem naszej miłości do zmarłego oraz wdzięczności za jego dobre czyny. Płonące znicze i lampki są wyrazem naszej modlitwy kierowanej do Boga o dopuszczenie zmarłego do wiekuistej światłości. Znak krzyża i chrześcijańskie pozdrowienie kapłana, kończy liturgię pogrzebową na cmentarzu.